# Estat Lliure de Saxònia-Meiningen
L'Estat Lliure de Saxònia-Meiningen (Freistaat Sachsen-Meiningen) fou un dels estats territorials que van constituir l'anomenada República de Weimar. Va sorgir de l'antic Ducat de Saxònia-Meiningen al final de la Primera Guerra Mundial. Va existir de novembre 1918 fins a la seva unió a l'Estat de Turíngia l'1 de maig de 1920.

## Història
Després d'una petició del Consell de Treballadors i Soldats de Saxònia-Meiningen, el duc Bernat III va declarar la seva renúncia el 10 de novembre de 1918. El seu germanastre i hereu del tron, el príncep Ernest ho va certificar el 12 de novembre. Es va crear un govern estatal, també anomenat ministeri d'estat o consell general d'estat. El President va ser Ludwig Freiherr von Türcke i els regidors oficials d'estat també van ser Karl Marr i Ottomar Benz. Els diputats Arthur Hofmann (SPD), Karl Knauer (SPD), Heinrich Eckardt (SPD) i Adalbert Enders (DDP) van ser elegits regidors honorífics d'estat. El 30 de desembre de 1918 es va acordar amb el duc Bernat un acord de compensació de les seves propietats. Es van acordar un pagament d'11 milions de marcs. No obstant això, aquest import mai no es va pagar, però el duc va rebre una pensió mensual.
El 9 de març de 1919 es van produir les eleccions per a un nou parlament estatal. En aquest, el SPD va obtenir la majoria absoluta dels vots.
Pel que fa a la fusió amb els altres estats de Turíngia en el nou estat de Turíngia, Saxònia-Meiningen es va comportar d'una manera expectant. La coalició de govern només s'uniria a una gran Turíngia amb la part dels territoris prussians, mentre que la unió camperola preferia una unió amb Prússia. També a causa dels tradicionals forts vincles amb Francònia, es van fer esforços per a la connexió amb el Baviera, en algunes parts del l'estat. A diferència del que va fer l'Estat Lliure de Coburg, finalment, el 12 de desembre de 1919, una clara majoria al Parlament, va decidir unir-se al Tractat comunitari de Turíngia. No obstant això, el govern va insistir en un memoràndum sobre diverses reserves i peticions especials, que van ser acceptades pel Consell d'Estat de Turíngia. En particular, no volien que els deutes dels altres Estats esdevinguessin el deute comunitari del nou estat, i exigien que totes les parts de Meining es mantinguessin juntes.
Amb la fundació de l'estat de Turíngia l'1 de maig de 1920, l'Estat lliure de Saxònia-Meiningen va renunciar oficialment a la seva condició d'estat federal sobirà. Amb la "llei sobre l'administració dels antics països de Turíngia en el període de transició" del 9 de desembre de 1920, va convertir finalment l'Estat Lliure en una associació comunal de més alt nivell amb representació territorial i govern territorial, que va ser derogada definitivament l'1 d'abril de 1923.